# Arabia
Arabia (рус. «Арабиа») — финская компания по производству керамики и фарфора и один из самых узнаваемых финских брендов. В продукции компании воплощены многие первоклассные идеи классического и современного финского дизайна.

## История
«Арабиа» возникла в 1873 году в Хельсинки как подразделение шведской фарфоровой компании «Рёрстранд», и уже в 1875 году было построено первое заводское здание. Фирма и по сей день располагается в районе Хельсинки, называемом Арабиаранта (Arabianranta, букв. «арабский берег»), по которому она и получила своё название. В 1884 году «Арабиа» стала самостоятельной фирмой, а в 1916 году перешла в собственность финских предпринимателей. С 2007 года бренд «Арабиа», наряду с «Хёганес Керамик», «Хэкман», «БодаНова», «Рёрстранд»,  «Ииттала», принадлежит компании «Фискарс».  
В 1948 году в Хельсинки был открыт музей «Арабиа». В этом же исходно заводском здании «Арабиа» сегодня располагается Высшая школа искусств, дизайна и архитектуры, входящая в инновационный Университет Аалто.

## Дизайн
Практически сразу после возникновения «Арабиа» начала сотрудничать с известными художниками и лучшими дизайнерами. Созданные в стилях югендстиль и ар-деко сервизы сегодня представлены в музеях дизайна, а серии, созданные дизайнерами Каем Франком (фин. Kaj Franck), Биргером Кайпиайненом (фин. Birger Kaipiainen) и Уллой Прокопе (фин. Ulla Procopé), стали одной из легенд современного скандинавского дизайна. Выпускаемая с 50-х годов продукция в современном стиле получила несколько наград на Миланской триеналле.
|                      |                        |                     |                                   |                              |
| Декоративная тарелка | Кофейный сервиз (1970) | Тарелка (1928-1932) | Вазы в стиле югенд (Музей д'Орсэ) | Чайник «Тайка» (1970-е годы) |

|                                                    |
| Декоративная тарелка «Рыбы» (автор Рут Брюк, 1953) |